# WinJS
WinJS — набір інструментів від компанії Microsoft, націлений на створення універсальних програм з використанням технологій HTML/JavaScript/CSS.  Створені за допомогою WinJS застосунки можуть функціонувати не тільки в середовищі Windows, але і на інших платформах і під управлінням звичайних веббраузерів, в тому числі підтримуються Internet Explorer, Chrome і браузери для Windows Phone, Apple iOS і Android.
WinJS надає набір елементів інтерфейсу користувача, масштабованих для різних екранних роздільностей, які підтримують управління як за допомогою клавіатури/миші і сенсорних екранів, так і з використанням пристроїв для людей з обмеженими можливостями.  Для генерації CSS використовується інструментарій LESS.
Значимість проекту WinJS насамперед у зсуві стратегії Microsoft у бік розробки крос-платформових універсальних застосунків, не прив'язаних до Windows.  Випуск WinJS 2.0 включений в штатну постачання Windows 8.1.  На базі WinJS побудовано кілька створених Microsoft застосунків для Windows 8.
Початковий код WinJS відкритий Microsoft у квітні 2014 під ліцензією Apache.

## Виноски
1. ↑  Release 4.4.5 — 2019.
2. ↑  Bringing WinJS cross-platform and open source. Архів оригіналу за 8 квітня 2014. Процитовано 8 квітня 2014. [Архівовано 2014-04-08 у Wayback Machine.]
3. ↑  Microsoft открыл код тулкита WinJS для разработки приложений с использованием web-технологий [Архівовано 8 квітня 2014 у Wayback Machine.] // opennet.ru 03.04.2014